# Zanesfield
Zanesfield es una villa ubicada en el condado de Logan en el estado estadounidense de Ohio. En el Censo de 2010 tenía una población de 197 habitantes y una densidad poblacional de 717,57 personas por km².

## Geografía
Zanesfield se encuentra ubicada en las coordenadas 40°20′19″N 83°40′40″O / 40.33861, -83.67778. Según la Oficina del Censo de los Estados Unidos, Zanesfield tiene una superficie total de 0.27 km², de la cual 0.27 km² corresponden a tierra firme y (0%) 0 km² es agua.

## Demografía
Según el censo de 2010, había 197 personas residiendo en Zanesfield. La densidad de población era de 717,57 hab./km². De los 197 habitantes, Zanesfield estaba compuesto por el 96.45% blancos, el 2.03% eran afroamericanos, el 0% eran amerindios, el 0% eran asiáticos, el 1.02% eran isleños del Pacífico, el 0% eran de otras razas y el 0.51% pertenecían a dos o más razas. Del total de la población el 0% eran hispanos o latinos de cualquier raza.